# Varvarivka, Iemilciîne
Varvarivka (în ucraineană Варварівка) este localitatea de reședință a comunei Varvarivka din raionul Iemilciîne, regiunea Jîtomîr, Ucraina.

## Demografie
Componența lingvistică a localității Varvarivka
     Ucraineană (99,66%)
     Alte limbi (0,34%)
Conform recensământului din 2001, majoritatea populației localității Varvarivka era vorbitoare de ucraineană (99,66%), existând în minoritate și vorbitori de alte limbi.